# Frenesia (film)
Frenesia è un film del 1939 diretto da Mario Bonnard.

## Trama
Un uomo a cui piace molto divertirsi, dopo essersi sposato in Francia, torna a casa di genitori con un'orda di selvaggi rumorosi e festaioli.
I genitori fanno finta di adeguarsi, litigando e compiendo follie, allora i figli capiscono e accettano la lezione.